# Melanichneumon dreisbachi
Melanichneumon dreisbachi är en stekelart som beskrevs av Heinrich 1961. Melanichneumon dreisbachi ingår i släktet Melanichneumon och familjen brokparasitsteklar. Inga underarter finns listade i Catalogue of Life.